# Antônio João (ort)
Antônio João är en ort i Brasilien.   Den ligger i kommunen Antônio João och delstaten Mato Grosso do Sul, i den södra delen av landet, 1 100 km sydväst om huvudstaden Brasília. Antônio João ligger 695 meter över havet och antalet invånare är 8 269.
Terrängen runt Antônio João är platt åt nordost, men åt sydväst är den kuperad. Antônio João ligger uppe på en höjd. Runt Antônio João är det glesbefolkat, med 11 invånare per kvadratkilometer.. Det finns inga andra samhällen i närheten.
Omgivningarna runt Antônio João är huvudsakligen savann.